# Efectos del accidente de Chernóbil

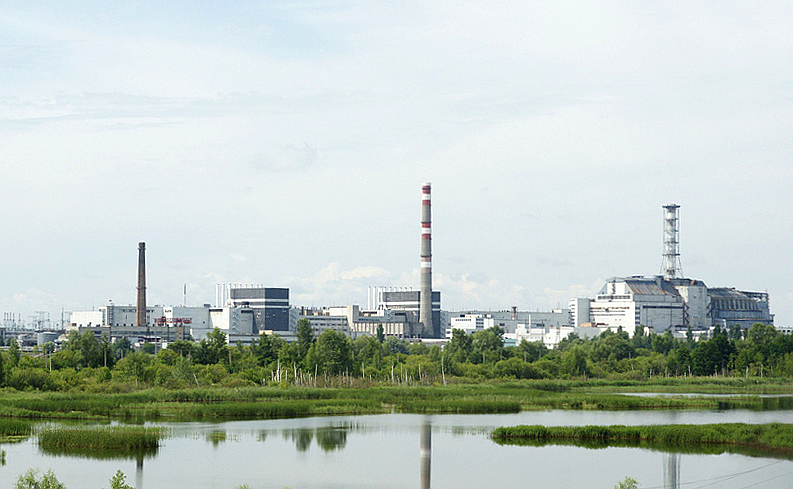
El accidente nuclear en la central nuclear V.I. Lenin de Chernobyl en 1986 provocó que en la zona en la que se expulsó la radiación fuese abandonada por completo, actualmente solo van a la zona científicos e ingenieros para contener la radiación.

 El desastre de Chernóbil provocó la liberación de sustanciales cantidades de radiación hacia la atmósfera de radioisótopos tanto en forma particulada como gaseosa. Este accidente ha sido la liberación no intencional de radiación hacia el ambiente más potente y significativa hasta la fecha. Se ha sugerido que la contaminación radiactiva causada por el desastre de Chernóbil excedió lo generado por los bombardeos atómicos de Hiroshima y Nagasaki en el año 1945.[cita requerida] Sin embargo, el trabajo del Comité Científico para los Problemas del Ambiente (en inglés: Scientific Committee on Problems of the Environment, SCOPE) sugiere que los dos eventos no pueden compararse directamente, con una cifra que sugiera que uno fue x veces más grande que el otro; los isótopos liberados en Chernóbil tendieron a tener vidas medias más largas que aquellos liberados por la detonación de una bomba, produciendo curvas de radiactividad que varían en forma así como en tamaño.[cita requerida]

## Dosis a la población general dentro de 30km de la planta
La dosis de inhalación recibida por la población desde el momento del accidente hasta su evacuación del área en lo que ahora es la zona de evacuación de 30 km alrededor de la central ha sido estimada (basado en la deposición terrestre de cesio-137) entre 3 y 150 mSv (probabilidad entre 1 en 6700 y 1 en 130 de desarrollar un cáncer fatal, asumiendo el factor de riesgo ICRP de un 5 % de un cáncer fatal por Sv de exposición) para los adultos (dependiendo de la distancia al reactor y el día de la evacuación) y una dosis estimada entre 10 y 700 mSv (probabilidad entre 1 en 2000 y 1 en 30 de desarrollar un cáncer fatal) para niños de un año de edad. Las dosis a la tiroides para los adultos fueron entre 20 a 1000 mSv, mientras que para los niños de un año de edad fueron de entre 20 a 6000 mSv. Para aquellos que evacuaron en las etapas iniciales del accidente la dosis interna debido a inhalación fue entre 8 a 13 veces más alta que la dosis externa debido a los emisores gama y beta. Para aquellos que permanecieron más tiempo (día 10 o posterior), la dosis de inhalación fue entre 50 a 70 % más altas que la dosis debido a exposición externa. La mayoría de la dosis se debió a exposición a isótopos de yodo-131 (aproximadamente 40 %), telurio y rubidio (aproximadamente entre 20 a 30 % para Rb y Te).
Las dosis de ingestión en este mismo grupo de personas también han sido estimadas usando la actividad del cesio por unidad de área, proporciones de isótopos, día promedio de evacuación, tasa de ingesta de leche y vegetales verdes y lo que se conoce acerca de la transferencia de radiactividad vía plantas/animales hacia los humanos. Para los adultos la dosis ha sido estimada entre 3 a 180 mSv mientras que para los niños de un año de edad se estimó ente 20 a 1300 mSv. Nuevamente la mayoría de la dosis se debió a yodo-131 y la dosis externa fue mucho más pequeña que la dosis interna debido a la radiactividad en la dieta.

## Efectos de corto plazo sobre la salud y resultados inmediatos
La explosión en la central nuclear y los incendios subsecuentes al interior de los restos del reactor provocaron una nube radiactiva que desplazó no sólo sobre Rusia, Bielorrusia y Ucrania, sino que también sobre la parte europea de Turquía, además de Grecia, Moldavia, Rumania, Bulgaria, Lituania, Letonia, Finlandia, Dinamarca, Noruega, Suecia, Austria, Hungría, Checoslovaquia (República Checa y Eslovaquia), Yugoslavia (Serbia, Montenegro, Croacia, Eslovenia, Bosnia y Herzegovina, Macedonia del Norte, Kosovo), Polonia, Estonia, Suiza, Alemania, Italia, Irlanda, España y Francia (incluyendo Córcega), Canadá y Reino Unido. De hecho, la evidencia inicial en otros países de que había ocurrido una grave expulsión de material radiactivo no provino de fuentes soviéticas, sino que vino de Suecia, donde el 27 de abril se encontró que trabajadores en la Central nuclear de Forsmark (aproximadamente a 1100 km del sitio de Chernóbil) tenían partículas radiactivas sobre sus ropas. Fue la búsqueda sueca de la fuente de la radiactividad, después de que ellos determinaron que no había una fuga en la central sueca, lo que llevó a los primeros indicios de un serio problema nuclear en la Unión Soviética occidental. En Francia, el gobierno declaró que la nube radiactiva se había detenido en la frontera italiana. Por lo tanto, mientras en Italia se prohibía consumir algunas clases de comida (especialmente setas) debido a la radiactividad, las autoridades francesas no tomaron tales medidas, en un intento para calmar los temores de la población.
La contaminación provocada por el desastre de Chernóbil no se dispersó en forma pareja a través de los terrenos que lo rodeaban, sino que en forma irregular dependiendo de las condiciones meteorológicas. Los informes de los científicos soviéticos y occidentales indicaron que Bielorrusia recibió aproximadamente el 60 % de la contaminación que cayó sobre la ex Unión Soviética. También fue contaminada una gran área al sur de Bryansk en Rusia, como también algunas partes de noroccidente de Ucrania.
203 personas fueron hospitalizadas de inmediato, de las cuales 31 murieron (28 de ellas murieron de exposición aguda a la radiación). La mayor parte de estas eran bomberos y personal de rescate que trataron de poner el desastre bajo control, y quienes no estaban totalmente conscientes de cuan peligrosa era la exposición a la radiación (contenida en el humo), para una discusión de los isótopos más importantes contenidos en la lluvia radiactiva ver productos de la fisión). 135 000 personas fueron evacuadas del área, incluyendo 50 000 del cercano pueblo de Prípiat, Ucrania. Las autoridades sanitarias han diagnosticado que dentro de los próximos 70 años habrá un aumento del 2 % en las tasas de cáncer en a mayoría de la población que se vio expuesta a 5-12 EBq (dependiendo de la fuente) de la contaminación radiactiva liberada por el reactor. Ya han muerto de cáncer 10 personas adicionales como el resultado del desastre.
Científicos soviéticos han informado que el reactor de la unidad 4 de Chernóbil contiene aproximadamente 180 a 190 toneladas de combustible de dióxido de uranio y productos de la fisión. Estimaciones de la cantidad de este material que escapó van desde el 5 % al 30 %, pero algunos liquidadores, quienes estuvieron físicamente al interior del sarcófago y de la cubierta del reactor —Usatenko y Karpan— declararon que no más del 5 a 10 % del combustible permanece al interior; de hecho, fotografías de la cubierta del reactor muestran que está completamente vacío.[cita requerida] Debido al intenso calor del incendio, la mayor parte del combustible eyectado fue levantado a lo alto en la atmósfera donde se esparció (sin que el edificio de contención lo detuviera).

### Trabajadores y liquidadores

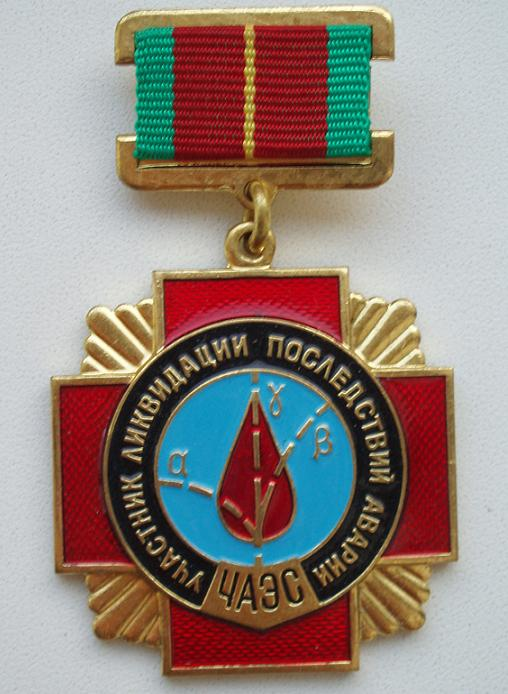
Condecoración soviética otorgada a más de 600 000 liquidadores.

Los trabajadores involucrados en las reparaciones y limpieza después del desastre, llamados liquidadores, recibieron altas dosis de radiación. En la mayoría de los casos, estos trabajadores no estaban equipados con dosímetros individuales para medir la cantidad de radiación recibida, así que los expertos sólo pueden estimar sus dosis. Incluso cuando se usaron dosímetros, los procedimientos de dosimetría variaban. Se sabe que algunos trabajadores recibieron un estimación de sus dosis más exacta que otros.[cita requerida] De acuerdo a las estimaciones soviéticas, entre 300 000 y 600 000 personas se vieron involucradas en la limpieza de la zona de evacuación de 30 km alrededor del reactor, pero muchos de ellos entraron a la zona dos años después del desastre. Las estimaciones de las cantidades de liquidadores varían; la Organización Mundial de la Salud, por ejemplo, estima la cifra en aproximadamente en 800 000; Rusia incluye a algunas personas que no trabajaron en las áreas contaminadas. En el primer año después del desastre, la cantidad de trabajadores de limpieza en las áreas contaminadas se estimó en 211 000, y estos trabajadores recibieron un dosis promedio estimada de 165 milisieverts (16,5 rem).
Se dijo sobre el penacho de restos radiactivos que era igual a la contaminación de 400 bombas de Hiroshima. Esto es correcto, pero induce al error. El principal efecto de la bomba fue la radiación directa producida por la explosión gama. Comparado con eso, la contaminación fue sólo una adición menor. Además la comparación con la lluvia radiactiva de la bomba es muy errónea, ya que una bomba nuclear tiene una firma radioisotópica muy diferente a la de un reactor nuclear. En la lluvia radiactiva hay abundantes cantidades de isótopos de muy corta vida media mientras que la actividad en el combustible nuclear usado tiende a tener isótopos de media y larga vida media. El tiempo requerido para que la tasa de radiación baje por un factor de 10 en un área cubierta por la lluvia radiactiva de una bomba nuclear que ha detonado una hora atrás es mucho más corto que el tiempo requerido para la misma reducción en la tasa de radiación debida a la lluvia radiactiva de Chernóbil (una hora después de que el reactor sufrió la explosión de vapor). Se ha detectado un incremento de siete veces en las mutaciones de ADN en los hijos de los liquidadores concebidos después del accidente, cuando se comparan con sus hermanos concebidos antes del desastre. Sin embargo, el efecto disminuye drásticamente con el tiempo.

### Evacuación

Mapa que muestra la contaminación con cesio-137 en el área de Chernóbil en 1996.

Las autoridades soviéticas comenzaron a evacuar a la población del área de Chernóbil sólo al segundo día después del desastre (después de 36 horas). Hacia mayo de 1986, aproximadamente un mes después, todos aquellos que vivían dentro de un radio de 30 km de la central —aproximadamente 116 000 personas— habían sido relocalizadas. A menudo esta área es llamada la zona de alienación. Sin embargo, la radiación afectó el área en una escala mucho más amplia que este radio de 30 km.
De acuerdo a los informes hechos por los científicos soviéticos, 28 000 km² fueron contaminados por cesio-137 a niveles mayores de 185 kBq/m². Aproximadamente 830 000 vivían en esa área. Aproximadamente 10 500 km² fueron contaminados por cesio-137 a niveles mayores a 555 kBq/m². De este total, aproximadamente 7000 km² estaban en Bielorrusia, 2000 km² estaban en la Federación Rusa y 1500 km² en Ucrania. Aproximadamente 250 000 personas vivían en esta área. Estos datos fueron corroborados por el Proyecto Internacional Chernóbil (en inglés: International Chernobyl Project).

### Civiles
Algunos niños en las áreas contaminadas fueron expuestos a altas dosis de radiación, de hasta 50 Gy (grays) debido a yodo-131 radiactivo, un isótopo de relativamente corta vida con una vida media de 8 días, por la ingesta de leche contaminada producida localmente. Varios estudios ha encontrado que la incidencia de cáncer a la tiroides entre los niños de Bielorrusia, Ucrania y Rusia se ha elevado fuertemente. La IAEA expresa que se han documentado 1800 casos de cáncer a la tiroides en niños que tenían entre 0 y 14 años de edad cuando el desastre ocurrió, que es lejos más alto que lo normal, pero no indica la tasa esperada. Los cánceres tiroideos infantiles que han aparecido son de un tipo grande y agresivo pero, si se detectan tempranamente, pueden ser tratados. El tratamiento consiste en cirugía seguido por una terapia de yodo-131 para atacar cualquier metástasis. A la fecha, tal tratamiento parece haber sido exitoso en la vasta mayoría de los casos.[cita requerida]
Hacia finales del año 1995, la Organización Mundial de la Salud (en inglés: World Health Organisation, WHO) vinculó al desastre de Chernóbil cerca de 700 casos de cáncer a la tiroides entre niños y adolescentes, y entre estos aproximadamente 10 muertes son atribuidas a la radiación. Sin embargo, el rápido incremento en la detección de cánceres a la tiroides sugiere que parte de este aumento puede deberse a un artefacto en el proceso de detección.[cita requerida] El periodo de incubación normal del cáncer a la tiroides inducidos por la radiación es de aproximadamente 10 años, pero en algunas regiones el aumento en los cánceres tiroideos infantiles fue observado tan tempranamente como el año 1987.

### Salud vegetal y animal

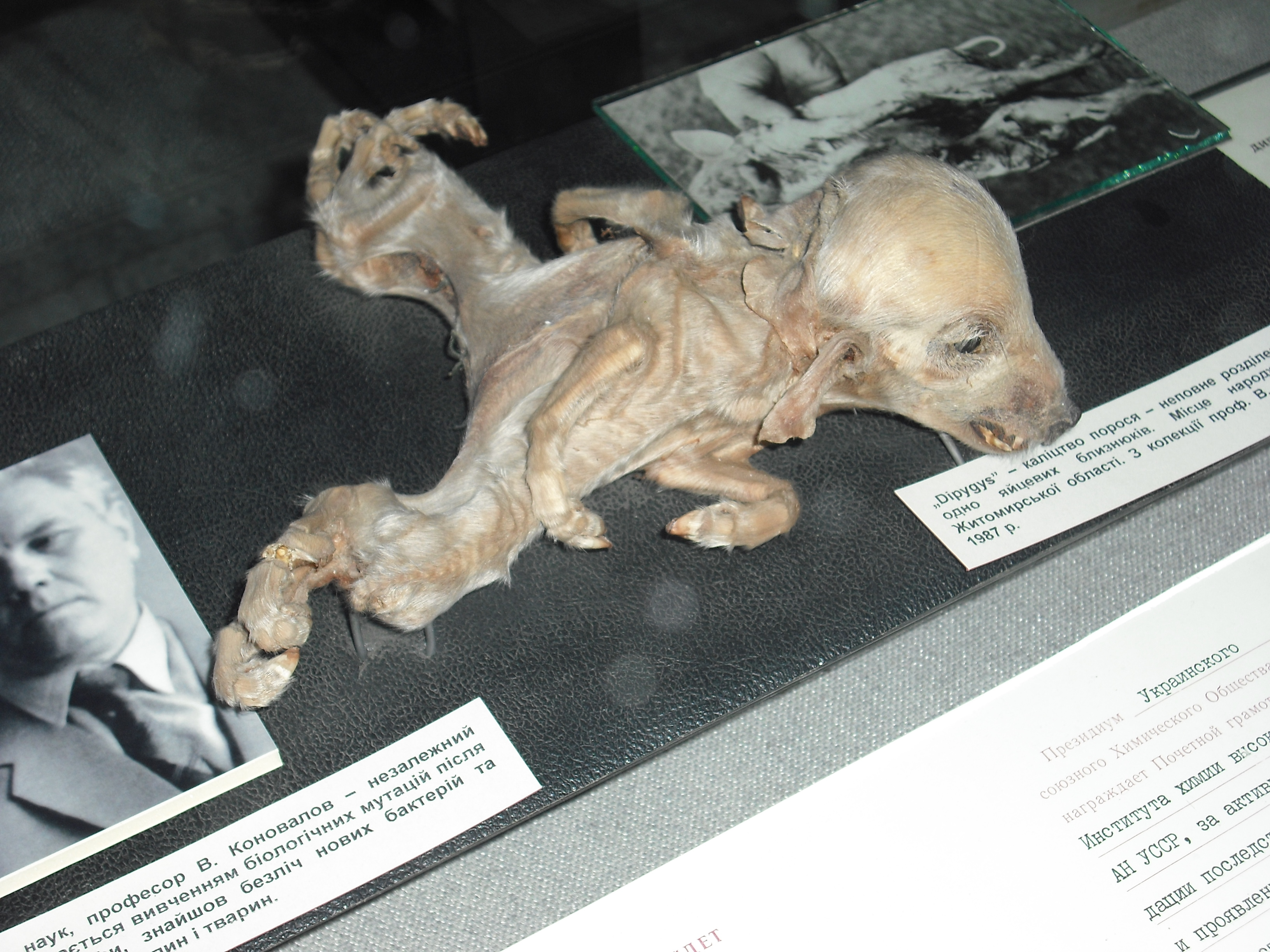
Una exhibición en el Museo Nacional Ucraniano sobre Chernóbil. Las mutaciones se han incrementado tanto en humanos como en otros animales como un resultado del desastre.

Una gran franja de bosque de pinos que murió por la aguda radiación fue llamado el Bosque Rojo. Los pinos muertos fueron arrancados usando bulldozers y enterrados. El ganado fue trasladado al mismo tiempo que las evacuaciones de la población humana. En otras partes de Europa, se examinaron los niveles de radiación en varias fuentes de alimentos naturales. Tanto en Suecia como en Finlandia, se prohibió la venta de peces de los lagos de agua dulce profundos y a los habitantes de esos sectores se les aconsejó no consumir ciertos tipos de alimentos naturales.[cita requerida] La información respecto a la presencia de deformidades físicas en las poblaciones de plantas y animales en las áreas afectadas por la lluvia radiactiva requiere la captura de ejemplares para examinar su ADN y poder determinar si las anomalías son el resultado de la mutación natural, del envenenamiento por radiación o la exposición a otros contaminantes en el ambiente tales como pesticidas, desechos industriales o escorrentía agrícola.

### Estimaciones de los efectos de largo plazo
- Síndrome de Down (trisomía 21). En Berlín Occidental, Alemania, la prevalencia del síndrome de Down (trisomía 21) alcanzó su máximo nueve meses después de la lluvia radiactiva principal.[11][12] Entre 1980 y 1986, la prevalencia en el nacimiento del síndrome de Down era muy estable (1,35-1,59 por 1000 nacimientos vivos [27-31 casos]). En el año 1987, se diagnosticaron 46 casos (prevalencia = 2,11 por 1000 nacimientos vivos). La mayor parte del exceso fue el resultado de un grupo de 12 casos entre niños nacidos en enero de 1987. La prevalencia del síndrome de Down en el año 1988 fue de 1,77 y en 1989 alcanzó los niveles existentes pre-Chernóbil. Los autores observaron que la posición geográfica aislada de Berlín Occidental previo a la reunificación, el consejo genético gratis y la completa cobertura de la población a través de un único laboratorio citogenético central dan cuenta de la integridad de la determinación de los casos; adicionalmente, una cultura de preparación constante y de los protocolos de análisis aseguraron una alta calidad de los datos.
- Aberraciones cromosómicas. Los informes de aberraciones cromosómicas estructurales en las personas expuestas a la lluvia radiactiva en Bielorrusia y otras partes de la antigua Unión Soviética, Austria y Alemania arguyen en contra de una simple relación dosis-respuesta entre el grado de exposición y la incidencia de las aberraciones. Estos hallazgos son relevantes ya que existe una estrecha relación entre los cambios cromosómicos y las malformaciones congénitas. En la medida en que algunos tipos de aberraciones son casi específicos a la radiación ionizante, los investigadores usan las aberraciones para estimar la dosis de la exposición. Sobre la base de los actuales coeficientes, sin embargo, uno no puede asumir que las exposiciones individuales producto de la lluvia radiactiva inducirían tasa medibles de aberraciones cromosómicas.[cita requerida]
- Defectos de tubos neurales (en inglés: Neural Tube Defect, NTD) en Turquía. Durante la fase embriónica del desarrollo fetal, el tubo neural se diferencia en el cerebro y la médula espinal (formando conjuntamente el sistema nervioso central). Las interacciones químicas o físicas con este proceso pueden causar NTD. Características comunes de esta clase de malformaciones son fisuras de mayor o menor extensión, a menudo acompañadas por dislocaciones consecutivas del tejido del sistema nervioso central (en inglés: Central Nervous System, CNS). Los NTD incluyen espina bífida oculta y abierta, encefalocele, y —en casos extremos— anencefalia. La primera evidencia que apoya una posible asociación entre las malformaciones del CNS y la lluvia radiactiva de Chernóbil fue publicada por Akar et al. en el año 1988. El Mustafakemalpasa State Hospital, en la región de Bursa, atiende a una población estimada de 90 000 personas. Los investigadores han documentado la prevalencia de malformaciones desde 1983. La prevalencia de los NTD era de 1,7 a 9,2 por 1000 nacimientos, pero durante los primeros 6 meses de 1987 se incrementó a 20 por 1000 (12 casos). El exceso fue más pronunciado en el subgrupo de los anencefálicos, en el que la prevalencia aumentó 5 veces (10 por 1000 o 6 casos). En los meses consecutivos posteriores (julio-diciembre de 1987), la prevalencia disminuyó nuevamente (1,3 por 1000 para todos los NTD, 0,6 por 1000 para la anencefalia), y alcanzó los niveles pre-Chernóbil durante la primera mitad de 1988 (todos los NTD: 0,6 por 1000; anencefalia: 0,2 por 1000). Este informe inicial fue apoyado por varios hallazgos similares en estudios de observación para diferentes regiones de Turquía.[cita requerida]

## Efectos de largo plazo sobre la salud

### Ciencia y políticas: el problema de los estudios epidemiológicos

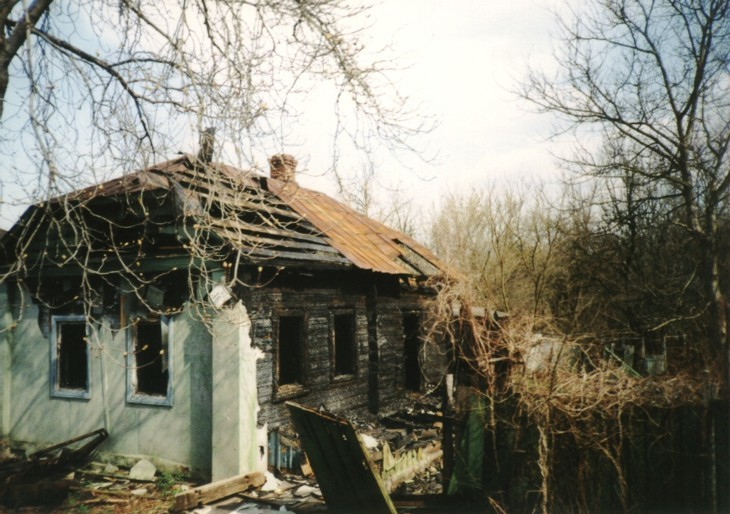
Un poblado abandonado cerca de Prípiat, cerca de Chernóbil.

La cuestión de los efectos a largo plazo provocados por el desastre de Chernóbil sobre la población es muy controvertida. La cantidad de personas cuyas vidas fueron afectadas por el desastre es enorme. Sobre 300 000 personas fueron reubicadas a causa del desastre; millones viven en áreas contaminadas. Por otra parte, la mayor parte de aquellos afectados recibieron dosis relativamente bajas de radiación; sobre ellos existe poca evidencia de un aumento de mortalidad, cánceres o defectos de nacimiento; y cuando hay evidencia, es incierta la presencia de un vínculo causal a la contaminación radiactiva.
Un incremento de la incidencia del cáncer a la tiroides entre los niños en las áreas de Bielorrusia, Ucrania y Rusia afectadas por el desastre de Chernóbil se ha establecido firmemente como un resultado de programas de observación y, en el caso de Bielorrusia, debido al establecimiento de un registro de cáncer. Dicen los expertos que los hallazgos de la mayor parte de los estudios epidemiológicos debe ser considerados provisionales ya que los análisis de los efectos sobre la salud provocados por el desastre es un proceso en desarrollo.[cita requerida]
Los estudios epidemiológicos han sido dificultados en la antigua Unión Soviética por la falta de fondos, una infraestructura con poca o ninguna experiencia en la epidemiología de enfermedades crónicas, pobres instalaciones de comunicación y un problema de salud pública inmediato con muchas dimensiones. El énfasis ha sido puesto en el tamizaje más que en estudios epidemiológicos bien diseñados. Los esfuerzos internacionales para organizar estudios epidemiológicos han sido retrasados por algunos de los mismos factores, especialmente la carencia de una infraestructura científica adecuada. Además, la naturaleza política de la energía nuclear pueden haber afectado los estudios científicos. En Bielorrusia, Yury Bandazhevsky, un científico que cuestionó las estimaciones oficiales de las consecuencias de Chernóbil y la relevancia del límite máximo oficial de 1000 Bq/kg, fue encarcelado entre el año 2001 y 2005. Bandazhevsky y algunos grupos de derechos humanos alegan que su encarcelamiento fue una represalia por la publicación de sus informes que criticaban la investigación oficial que se llevaba a cabo sobre el incidente de Chernóbil.[cita requerida]
Las actividades llevadas a cabo por Bielorrusia y Ucrania en respuesta al desastre —reparaciones del ambiente, evacuación y reasentamientos, desarrollo de fuentes de alimentos no contaminados y canales de distribución de alimentos, y medidas de salud pública— han sobrecargado a los gobiernos de estos países. Las agencias internacionales y los gobiernos extranjeros han proporcionado extensiva logística y asistencia humanitaria. Adicionalmente, el trabajo de la Comisión Europea y la Organización Mundial de la Salud en fortalecer la infraestructura de investigación epidemiológica en Rusia, Ucrania y Bielorrusia está poniendo las bases para hacer grandes avances en la habilidad de estos países para ejecutar estudios epidemiológicos de todas clases.[cita requerida]

### Radioisótopos de cesio
Inmediatamente después del desastre, la principal preocupación de salubridad tenía que ver con el yodo radiactivo, que tiene una vida media de ocho días. Actualmente, la preocupación es por la contaminación del suelo con estroncio-90 y cesio-137, que tienen vidas medias de aproximadamente 30 años. Los niveles más altos de cesio-137 se encuentran en la capas superficiales del suelo donde este es absorbido por las plantas, insectos y hongos, entrando a la cadena alimenticia local. Algunos científicos temen que la radiactividad afectará a la población local por varias generaciones más. Se debe notar que el cesio no es móvil en la mayor parte de los suelos ya que se enlaza a los minerales de arcilla. Pruebas realizadas cerca de 1997 han mostrado que los niveles de cesio-137 en los árboles del área han continuado elevándose. Existe alguna evidencia de que la contaminación está migrando hacia los acuíferos subterráneos y los cuerpos cerrados de agua tales como los lagos y estanques. Se espera que la principal fuente de eliminación sea la desintegración natural del cesio-137 hacia el bario-137 estable, dado que se ha demostrado que la acción del escurrimiento de la lluvia y el agua subterránea son negligibles.

### 39añosdespués de la catástrofe
39 años después de la catástrofe, en 2022 aún permanecen órdenes de restricción para la producción, transporte y consumo de comida contaminada por la lluvia radiactiva producida por Chernóbil. En el Reino Unido, ellas permanecieron para 369 granjas que abarcaban 750 km² y 200 000 ovejas. En partes de Suecia y Finlandia, hay restricciones para los animales de granja, incluyendo renos, en ambientes naturales y casi naturales. En ciertas regiones de Alemania, Austria, Italia, Suecia, Finlandia, Lituania y Polonia, los animales salvajes de caza (incluyendo jabalíes y ciervos), setas salvajes, bayas y peces carnívoros de lagos alcanzaron niveles de varios miles de Bq por kilo de peso de cesio-137, mientras que en Alemania, los niveles de cesio-137 en músculo de jabalíes salvajes alcanzaron 40 000 Bq/kg. El nivel promedio es de 6800 Bq/kg, más de diez veces el límite de la Unión Europea de 600 Bq/kg. La Comisión Europea ha declarado que por lo tanto, las restricciones de ciertos tipos de comida de ciertos estados miembros deben ser mantenidas por muchos años en el futuro.
Hacia el año 2009, las ovejas criadas en algunas áreas del Reino Unido aún están sujetas a inspección que puede llevar a prohibir su entrada en la cadena alimentaria humana debido a la contaminación provocada por el desastre:
Algo de esta radiactividad, predominantemente radiocesio-137, fue depositada en ciertas áreas montañosas del Reino Unido, donde la crianza de ovejas es el uso principal del suelo. Debido a las particulares propiedades químicas y físicas de los suelos de turba presentes en estas áreas, el radiocesio aún es capaz de pasar fácilmente del suelo a la hierba y de ahí a acumularse en las ovejas. Se aplica un límite máximo de 1000 becquereles por kilo de peso (Bq/kg) de radiocesio a la carne de oveja afectada por el desastre para proteger a los consumidores. Este límite fue introducido en el Reino Unido en el año 1986, basado en el consejo del grupo de expertos del Artículo 31 de la Comisión Europea. Bajo la autoridad proporcionada por el Acta de Protección Alimentaria y del Ambiente del año 1985 (en inglés: Food and Environment Protection Act, FEPA), se han usado Órdenes de Emergencia desde 1986 para imponer restricciones al movimiento y venta de ovejas que excedan el límite en ciertas partes de Cumbria, Gales del Norte, Escocia e Irlanda del Norte... Cuando las Órdenes de Emergencia fueron introducidas en el año 1986, las Áreas Restringidas eran grandes, cubriendo casi 9000 granjas, y sobre 4 millones de ovejas. Desde 1986, las áreas cubiertas por las restricciones han disminuido dramáticamente y ahora cubren 369 granjas, o partes de granjas, y alrededor de 200 000 ovejas. Esto representa una reducción de sobre el 95 % desde 1986, con restricciones sólo para áreas limitadas de Cumbria, Escocia Sur Occidental y Gales del Norte.
369 granjas y 190 000 ovejas están aún afectadas, una reducción de 95 % desde 1986, cuando 9700 granjas y 4 225 000 ovejas estaban bajo restricciones en todo el Reino Unido.
En Noruega, la población lapona fueron afectados por la comida contaminada (los renos habían sido contaminados al comer líquenes, que son muy sensibles a la radiactividad).

### Efectos sobre el mundo natural

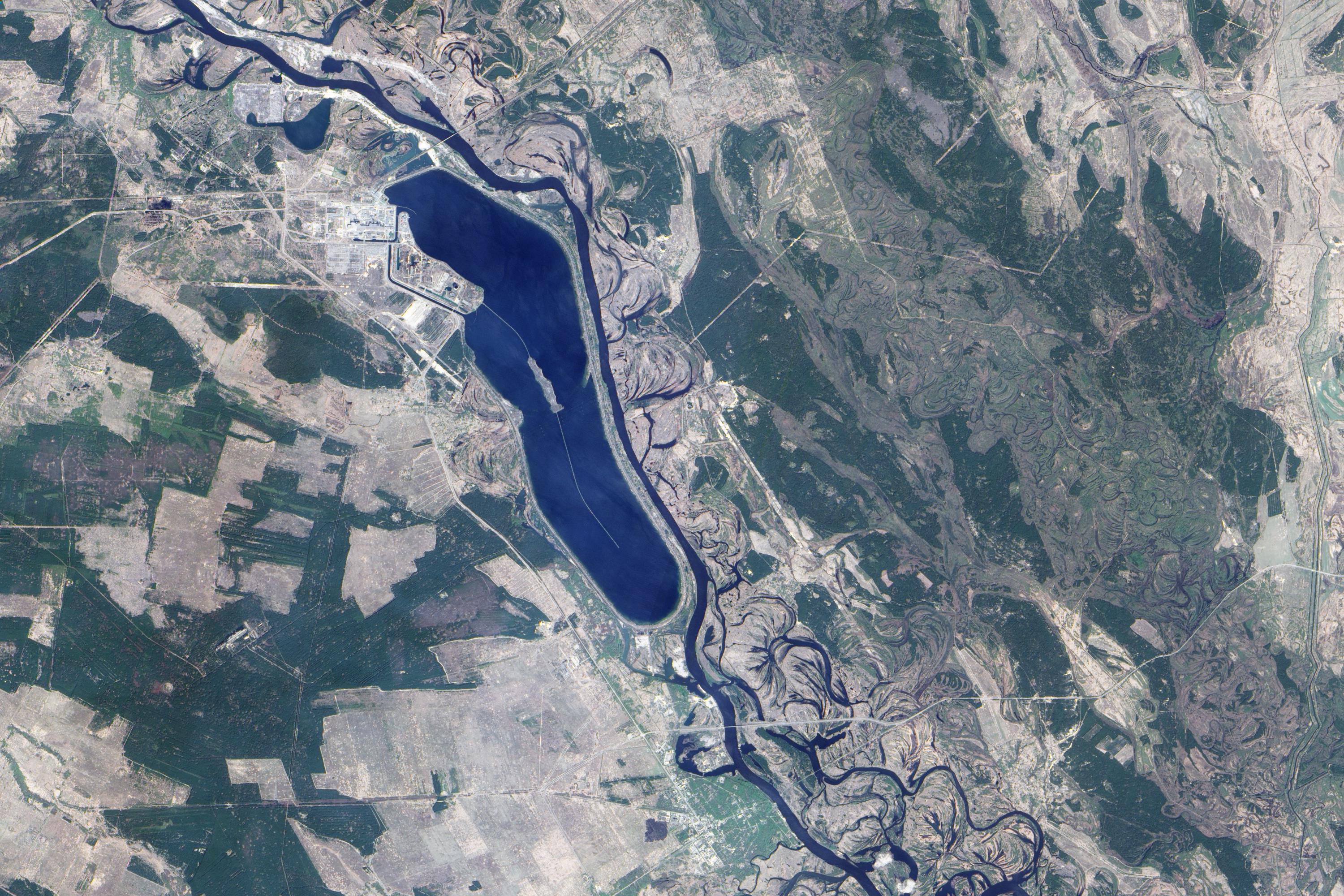
Imagen del Earth Observing-1 del reactor y del área circundante en abril de 2009.

De acuerdo a los informes de científicos soviéticos en la Primera Conferencia Internacional sobre los Aspectos Biológicos y Radiológicos del Accidente Chernóbil (septiembre de 1990), los niveles de lluvia radiactiva en la zona de 10 km alrededor de la planta fueron tan altos como 4,81 GBq/m². El así llamado Bosque Rojo de pinos, previamente conocido como el Bosque de Madera de Gusanos, localizado inmediatamente detrás del complejo de reactores, quedó dentro de la zona de 10 km y murió por la fuerte lluvia radiactiva. El bosque fue llamado así por causa de que en los días siguientes al desastre los árboles parecían tener un profundo tono rojizo a la medida que morían por la extremadamente fuerte lluvia radiactiva. En las operaciones de limpieza posteriores al desastre, una mayoría de los 4 km² del bosque fueron sacados por bulldozers y los restos fueron enterrados. El sitio del Bosque Rojo permanece como una de las áreas más contaminadas del mundo.[cita requerida]
En años recientes ha habido muchos informes que sugieren que la zona puede ser un hábitat fértil para la vida silvestre. Por ejemplo, en el documental Horizon de la BBC del año 1996 llamado «Al Interior del Sarcófago de Chernóbil» (en inglés: Inside Chernobyl's Sarcophagus), se podía ver pájaros entrar y salir volando desde grandes agujeros en la misma estructura. Otras observaciones casuales sugieren que la biodiversidad alrededor del masivo derrame de radiactividad se ha incrementado debido a la remoción de la influencia humana. Se han informado avistamientos en el área de cigüeñas, lobos, castores y águilas.
Golondrinas comunes examinadas entre 1991 y el 2006 ambas de la zona de exclusión de Chernóbil tienen más anormalidades físicas que los gorriones de control examinados en otras partes de Europa. Las golondrinas comunes con anormalidades se apareaban con menor frecuencia, causando que el porcentaje de golondrinas comunes enfermas disminuyera con el tiempo. Esto demostró que la presión selectiva en contra de las anormalidades era más rápida que los efectos de la radiación que creaba dichas anormalidades. Esto fue una gran sorpresa para nosotros, dijo Mousseau. No teníamos idea del impacto.
Se desconoce si la contaminación por lluvia radiactiva tendrá algún efecto adverso de largo plazo sobre la flora y fauna de la región, ya que las plantas y animales tiene tolerancias radiológicas significativamente diferentes y variadas cuando se les compara con las humanas. Se han reportado que algunos pájaros con plumas de cola atrofiadas, lo que interfiere con el apareamiento. Hay informes de mutaciones en plantas del área. En el área de Chernóbil no se han realizado muchos estudios biológicos, aunque los estudios que han sido hechos sugieren que poblaciones aparentemente saludables pueden ser sumideros en vez de fuente de poblamiento; en otras palabras, que las poblaciones aparentemente saludables no están contribuyendo a la sobrevivencia de la especie.
Usando robots, los investigadores ha recogido muestras de hongos altamente melaminizados desde las murallas del núcleo del reactor. Ha sido demostrado que ciertas especies de hongos, tales como el Cryptococcus neoformans y Cladosporium, actualmente pueden prosperar en un ambiente radiactivo, creciendo mejor que las variantes sin melamina, implicando que estos usan la melamina para aprovechar la energía de la radiación ionizante generada por el reactor.

### El informe del Foro de Chernóbil y críticas
En septiembre de 2005, un completo informe fue publicado por el Foro sobre Chernóbil, este comprendía un número de agencias incluyendo la Agencia Internacional de Energía Atómica (en inglés: International Atomic Energy Agency, IAEA), la Organización Mundial de la Salud (en inglés: World Health Organization, WHO), los cuerpos de las Naciones Unidas y los gobiernos de Bielorrusia, la Federación Rusa y Ucrania. Este informe titulado: «El Legado de Chernóbil: Impactos de Salubridad, Ambientales y Socioeconómicos» (en inglés: Chernobyl's legacy: Health, Environmental and Socio-Economic Impacts), creado por aproximadamente 100 expertos reconocidos de muchos países, calcula la cantidad total de muertes debido al desastre en alrededor de 4000 (de las cuales 2200 muertes se espera que sucedan dentro de los 200 000 liquidadores). Esta cantidad de muertes incluyen a los 47 trabajadores que murieron del síndrome de radiación aguda como un resultado directo de la radiación generada por el desastre, nueve niños que murieron de cáncer a la tiroides y un estimado de 4000 personas que podrían morir de cáncer como resultado de la exposición a la radiación. Subsecuentemente esta cifra fue actualizada a 9000 muertes adicionales por cáncer.
Un representante de prensa de la IAEA admitió que a la cifra de 4000 le fue dada prominencia en el informe ... para contrarrestar las estimaciones mucho más altas que se habían visto previamente... Fue una acción audaz poner una nueva cifra que era mucho menor que lo concordado por la mayoría.
También el informe indicó que, aparte de un área de 30 km alrededor del sitio y unos pocos lagos y bosques, los niveles de radiación han regresado a valores aceptables. Para ver una completa revisión ver la página de foco de la IAEA.
La metodología del informe del Foro sobre Chernóbil ha sido criticada por algunas organizaciones opuestas a la energía nuclear, tales como Greenpeace y la Asociación Internacional de Médicos para la Prevención de la Guerra Nuclear (en inglés: International Physicians for Prevention of Nuclear Warfare, IPPNW), así como algunos individuos tales como Elisabeth Cardis de la Agencia Internacional para la Investigación del Cáncer, Michel Fernex, un médico retirado de la WHO y el paladín Christopher Busby (Green Audit, LLRC). La principal crítica ha sido con respecto a la restricción del estudio del Foro a Bielorrusia, Ucrania y Rusia. Además, sólo se estudiaron los casos de las 200 000 personas involucradas en la limpieza, y los 400 000 más directamente afectados por la liberación de radiación. Rebecca Harms Diputado al Parlamento Europeo perteneciente al Partido Verde alemán, encargó la elaboración de un informe sobre Chernóbil en el año 2006 (TORCH, The Other Report on Chernobyl, en castellano: El Otro Informe sobre Chernóbil). El informe TORCH del año 2006 decía que:
 En términos de superficies, Bielorrusia (22 % de su superficie terrestre) y Austria (13 %) fueron los más afectados por los niveles más altos de contaminación. Otros países fueron seriamente afectados; por ejemplo, más del 5 % de Ucrania, Finlandia y Suecia fueron contaminados a altos niveles (> 40 000 Bq/m² de cesio-137). Más del 80 % de Moldova, la parte europea de Turquía, Eslovenia, Suiza, Austria y la República Eslovaca fueron contaminados a niveles más bajos (> 4000 Bq/m² de cesio-137). Y el 44 % de Alemania y el 34 % del Reino Unido fueron afectados de manera similar. (Véase mapa de la distribución radiactiva del cesio-137 en Europa).
Mientras que la IAEA/WHO y la UNSCEAR consideraron las áreas con mayor exposición que 40 000 Bq/m², el informe TORCH reportó que también incluía a áreas contaminadas con más de 4000 Bq/m² de Cs-137.
El informe TORCH del año 2006 estimó que más de la mitad del yodo-131 de Chernóbil [que incrementa el riesgo de cáncer a la tiroides] fue depositado fuera de la antigua Unión Soviética. Posibles incrementos del cáncer de tiroides han sido informados en la República Checa y el Reino Unido, pero se necesita más investigaciones para evaluar las incidencias de cáncer a la tiroides en Europa Occidental. Se predijeron aproximadamente de 30 000 a 60 000 muertes adicionales por cáncer, 7 a 15 veces más alto que la cifra de 4000 mencionada en el comunicado de prensa de la IAEA; se alertó de que las predicciones de las muertes adicionales por cáncer dependían fuertemente del factor de riesgo utilizado; y que los casos adicionales predichos de cáncer a la tiroides van entre 18 000 y 66 000 en Bielorrusia dependiendo únicamente del modelo de proyección del riesgo.
Otro estudio alerta de un posible aumento de mortalidad en Suecia.
Greenpeace citó un estudio de la WHO del año 1998, que contabilizó 212 muertes entre sólo 72 000 liquidadores. La NGO ambiental estimó una cantidad total de muertes de 93 000 pero citó en su informe que las cantidades publicadas más recientemente indican que en Bielorrusia, Rusia y Ucrania el desastre podría resultar en un estimado de 200 000 muertes adicionales en el período entre 1990 y 2004. En su informe, Greenpeace sugiere que existirán 270 000 casos de cáncer sólo atribuibles a la lluvia radiactiva de Chernóbil, y que 93 000 de estas probablemente serán fatales comparados con los del informe de la IAEA del año 2005 que dice que el 99 % de los cánceres de tiroides no serían fatales. Blake Lee-Harwood, director de campañas en Greenpeace, declaró que el cáncer era probable que sea la causa de menos de la mitad de las muertes finales; también preocupan los problemas intestinales, problemas al corazón y circulatorios, problemas respiratorios, problemas endocrinólogos y particularmente efectos sobre el sistema inmune. Lee-Harwood alegó que la industria nuclear tiene un interés personal en restarle importancia a Chernóbil ya que este desastre los desacredita. Respondiendo a estas críticas, el vocero de la WHO Gregory Hartl explicó que el informe de Greenpeace investiga toda Europa, mientras que nuestro reporte sólo investiga en las áreas más afectadas de los tres países más afectados.
De acuerdo a la Unión de Chernóbil, la principal organización de liquidadores, el 10 % de los 600 000 liquidadores ahora están muertos y 165 000 discapacitados.
De acuerdo a un informe de abril de 2006 de los Asociación Internacional de Médicos para la Prevención de la Guerra Nuclear (en inglés: International Physicians for Prevention of Nuclear Warfare, IPPNW), titulado Health Effects of Chernobyl - 20 years after the reactor catastrophe (en castellano: «Efectos sobre la Salud en Chernóbil, 20 años después de la catástrofe del reactor»), más de 10 000 personas actualmente están afectadas por cáncer de tiroides y se esperan 50 000 casos adicionales. En Europa, el IPPNW dice que se han observado 10 000 deformidades en recién nacidos debido a la liberación de radiactividad por Chernóbil, con 5000 muertes entre los niños recién nacidos. Ellos también establecen que varios cientos de miles de personas que trabajaron en el sitio después del desastre ahora están enfermos debido a la radiación, y decenas de miles están muertos.

## Controversia sobre los efectos en la salud humana
Se espera que la mayoría de las muertes prematuras causadas por Chernóbil sean el resultado de cánceres y otras enfermedades inducidas por la radiación en las décadas posteriores al evento. Esto será el resultado de exponer a una gran población (algunos estudios han considerado toda la población de Europa) a dosis de radiación relativamente bajas que incrementan el riesgo de sufrir cáncer en toda estas personas afectadas. Las interpretaciones del actual estado de salud de las poblaciones expuestas varían. Por lo tanto, las estimaciones del impacto humano final del desastre han descansado en modelos numéricos de los efectos de la radiación sobre la salud. Además, no se comprenden bien los efectos de la radiación de bajo nivel sobre la salud humana, y por eso los modelos usados, especialmente el modelo lineal sin umbral, está abiertos a cuestionamiento.
Dados estos factores, los estudios de los efectos sobre la salud del desastre de Chernóbil han llegado a diferentes conclusiones y están sujetos a controversia científica y política. La siguiente sección presenta algunos de los principales estudios sobre el tema.

### El informe del Foro de Chernóbil
En septiembre de 2005, un borrador del resumen del informe realizado por el Foro de Chernóbil, abarcando una cantidad de agencias de las Naciones Unidas incluyendo a la Agencia Internacional de Energía Atómica, la Organización de la Salud Mundial, el Programa de las Naciones Unidas para el Desarrollo (en inglés: United Nations Development Programme, UNDP), otros cuerpos de las Naciones Unidas y los gobiernos de Bielorrusia, la Federación Rusa y Ucrania, calculó la cantidad total de muertes predichas debido al accidente en 4000. Esta cifra de muertes predicha por la WHO incluyen a 47 trabajadores que murieron por síndrome agudo de radiación como un resultado directo de la radiación generada por el desastre y a nueve niños que murieron de cáncer a la tiroides, en el estimado de 4000 muertes adicionales por cáncer entre las 600 000 personas con los niveles más altos de exposición. La versión completa del informe de los efectos sobre la salud de la WHO adoptado por las UN, publicado en abril de 2006, incluía la predicción de 5000 muertes adicionales en las áreas contaminadas significativamente en Bielorrusia, Rusia y Ucrania y predecía que, en total, 9000 personas morirían de cáncer entre los 6,9 millones de los ciudadanos soviéticos más expuestos. Este informe no está libre de controversia, y ha sido acusado de tratar de minimizar las consecuencias del accidente.

### El informe TORCH
En el año 2006 Rebecca Harms del Partido Verde Alemán y Diputada al Parlamento Europeo comisionó a dos científicos del Reino Unido para preparar un informe alternativo («El Otro Informe sobre Chernóbil»; en inglés: The Other Report on CHernobyl, TORCH) en respuesta al informe de las NU. El informe incluía áreas no cubiertas por el informe del Foro del Chernóbil, y también dosis más baja de radiación. Predijo aproximadamente entre 30 000 y 60 000 muertes adicionales por cáncer y advirtió que las predicciones de muertes adicionales por cáncer dependen fuertemente del factor de riesgo usado, y urgió a realizar más investigaciones diciendo que existen grandes incertezas que hacen difícil evaluar apropiadamente la escala total del desastre.

### Greenpeace

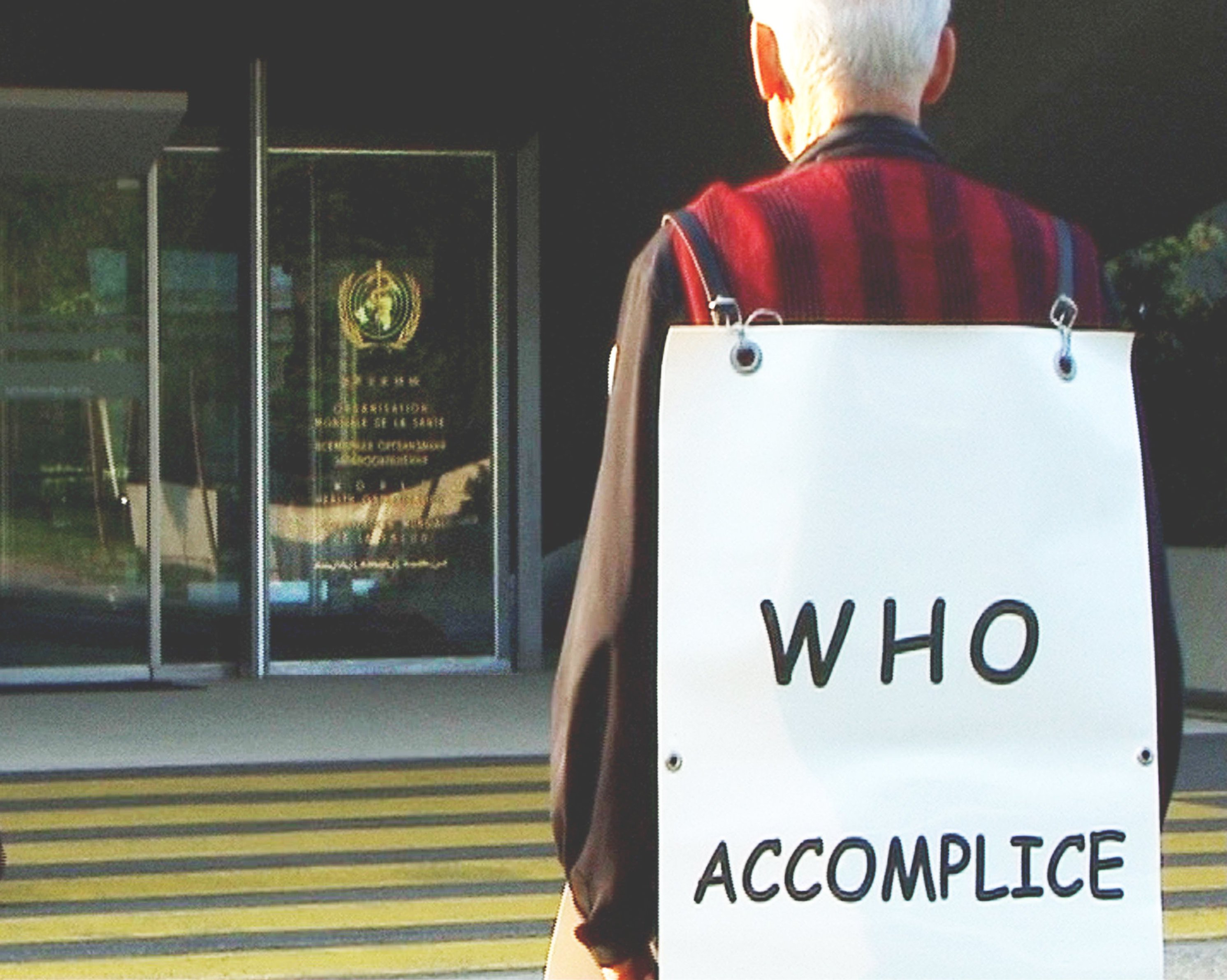
Manifestaciones por el día de Chernóbil cerca de la OMS en Ginebra.

Greenpeace dijo que existían contradicciones en los informes del Foro de Chernóbil, citando un estudio del año 1998 de la WHO referenciado en el informe del 2005, que proyectaba 212 muertes entre 72 000 liquidadores. En este informe, Greenpeace sugería habrán 270 000 casos de cáncer atribuibles a la lluvia radiactiva generada por Chernóbil, y que 93 000 de estos casos probablemente serían fatales, pero estableció en su informe que Las cifras publicadas más recientemente indican que en Bielorrusia, Rusia y Ucrania el accidente podría haber resultado en un estimado de 200 000 muertes adicionales en el período 1990 al 2004. Blake Lee-Harwood, director de campañas de Greenpeace, cree que el cáncer probablemente era la causa de menos de la mitad de las muertes finales y que los problemas intestinales, los problemas al corazón y de circulación, los problemas respiratorios, los problemas endocrinológicos, y particularmente los efectos del sistema inmune, también provocarían muertes. Sin embargo, se han expresado críticas acerca de los métodos usados para compilar el informe de Greenpeace.

### El informe de IPPNW de abril de 2006
De acuerdo a un informe de abril de 2006 por la filial alemana de la Asociación Internacional de Médicos para la Prevención de la Guerra Nuclear (en inglés: International Physicians for Prevention of Nuclear Warfare, IPPNW), titulado Efectos sobre la Salud de Chernóbil, más de 10 000 personas actualmente se encuentran afectadas por cáncer a la tiroides y que se espera que sean 50 000 los casos totales. El informe proyectó decenas de miles de muertes entre los liquidadores. En Europa, alega que se han observado en recién nacidos 10 000 deformidades debido a la descarga de radiación de Chernóbil, con 5000 muertes entre niños recién nacidos. También ellos dicen que centenares de miles de personas que trabajaron en el sitio después del accidente ahora están enfermos debido a la radiación, y que decenas de miles están muertos.

### Publicación de la Academia de Ciencias de Nueva York
Chernóbil: Consecuencias de la Catástrofe para las Personas y el Ambiente es una traducción al inglés de la publicación rusa del año 2007 Chernobyl. Fue publicada en línea el año 2009 por la Academia de Ciencias de Nueva York en sus Anales de la Academia de Ciencias de Nueva York. Presenta un análisis de la literatura científica y concluye que los registros médicos entre el año 1986, el año del accidente, y el año 2004 reflejan 985 000 muertes como un resultado de la liberación de radiactividad. Los autores sugieren que la mayor parte de las muertes fueron en Rusia, Bielorrusia y Ucrania, pero otras sucedieron a través de muchos otros países donde la radiación de Chernóbil llegó. El análisis de la literatura abarca sobre 1000 títulos publicados y sobre 5000 publicaciones en internet e impresas y que han sido menospreciadas o ignoradas por la IAEA y la UNSCEAR. El autor, Alexy V. Yablokov también fue uno de los editores generales del informe comisionado por Greenpeace, informe que también criticaba los hallazgos del Foro de Chernóbil publicado un año antes previo a la versión en ruso de este informe.

### El informe del UNSCEAR del año 2011
El Comité Científico de las Naciones Unidas sobre los Efectos de la Radiación Atómica (en inglés: United Nations Scientific Committee on the Effects of Atomic Radiation, UNSCEAR) produjo un informe drásticamente diferente a muchas de las apreciaciones anteriores de los efectos. El informe concluye que 134 trabajadores de la planta y personal de emergencia sufrieron el síndrome de radiación aguda y que de aquellos 28 murieron por causa de este. Muchos de los sobrevivientes sufrieron enfermedades de la piel y cataratas inducidas por la radiación, y que 19 han muerto desde entonces, pero no usualmente de condiciones asociadas con exposición a la radiación. De los centenares de miles de liquidadores, aparte de indicaciones de un riesgo mayor de sufrir leucemia, no existen otras evidencias de efectos sobre la salud. En la población general, el único efecto con evidencia persuasiva es una fracción substancial de 6000 casos de cáncer a la tiroides en adolescentes observados en las áreas afectadas. Hacia el año 2005, 15 casos resultaron en muerte.
Por lo tanto las muertes totales confiablemente atribuibles a la radiación producida por el accidente son 62 de acuerdo al estimado de la UNSCEAR.
El informe concluye que la vasta mayoría de la población no necesita vivir atemorizada de serias consecuencias sobre su salud provocadas por el accidente de Chernóbil.

### Otros estudios y afirmaciones
- Un grupo antinuclear francés ha afirmado que el ministro de Salud de Ucrania dijo que en el 2006 más de 2,4 millones de ucranianos, incluyendo 428 000 niños, sufrían problemas de salud relacionados con la catástrofe.[4] Los efectos psicológicos adversos posteriores, como puntualizó un informe del año 2006 de las Naciones Unidas, también se han presentado en las personas desplazadas internamente.
- Los científicos del Forschungszentrum Jülich de Alemania publicaron el Informe Korma con datos de mediciones radiológicas de largo plazo que se llevaron a cabo entre 1998 y 2007 en la región de Bielorrusia que fue afectada por el accidente de Chernóbil. La exposición interna a la radiación de los habitantes en un pueblo en el condado de Korma en Bielorrusia causada por la contaminación radiactiva existente ha experimentado una significativa disminución desde un nivel inicial muy alto. La exposición externa, sin embargo, revela un cuadro muy diferente. Aunque se observó una disminución general, los constituyentes orgánicos del suelo mostraron un incremento de la contaminación. Este incremento no fue observado en los suelos de tierras cultivadas o jardines. De acuerdo al Informe Korma la dosis interna disminuirá a menos de 0,2 mSv/a en el año 2011 y bajo los 0,1 mSv/a en el 2020. A pesar de esto, la dosis acumulada permanecerá significativamente más alta que los valores normales debido a la exposición externa. Incluso puede ser posible el reasentamiento en las antiguas áreas prohibidas dependiendo en que las personas cumplan con reglas de alimentación apropiadas.[52]
- Estudios de mayor mortalidad en Suecia debido a una probable alza en la incidencia del cáncer debido al accidente de Chernóbil.[39][53]
- Un estudio informa niveles más alto de defectos de nacimiento en Alemania y Finlandia como resultado del accidente de Chernóbil.[54]
- Se ha relacionado con la lluvia radiactiva de Chernóbil un cambio en la proporción de género en nacimientos humanos en varios países europeos.[55]
- En la República Checa, el cáncer a la tiroides se ha incrementado significativamente después de Chernóbil.[56]
- Un informe del Comité Europeo sobre el Riesgo de la Radiación (un cuerpo auspiciado por el Partido Verde Europeo) dice que la Organización Mundial de la Salud, junto con la mayor parte de otros cuerpos de la salud internacionales y nacionales, ha marginalizado o ignorado, quizás intencionalmente, las terribles consecuencias de la lluvia radiactiva de Chernóbil para proteger los intereses personales de la industria nuclear.[57]
- El resumen de abril de 2006 del informe Estimaciones de la carga del cáncer en Europa producto de la lluvia radiactiva generada por el accidente de Chernóbil de la Agencia Internacional para la Investigación del Cáncer dice que Es improbable que la carga del cáncer producida por el accidente radiológico más grande hasta la fecha podría ser detectado monitoreando las estadísticas nacionales sobre el cáncer. En realidad, los resultados de los análisis de las tendencias temporales en la incidencia y mortalidad del cáncer en Europa actualmente no indican algún incremento en las tasas de este —más allá del cáncer a la tiroides en las regiones más contaminadas—, lo que puede ser claramente atribuido al accidente en Chernóbil.[58][59] Ellos calculan, basados en el modelo lineal sin umbral de los efectos del cáncer, que se podrían espera 16 000 muertes adicionales por cáncer debido a los efectos del accidente de Chernóbil hasta el año 2065. Sus estimaciones tienen un intervalo de confianza muy amplio de 95 %, yendo desde 6700 a 38 000 muertes.[60]
- La aplicación del modelo lineal sin umbral para predecir las muertes provocadas por bajos niveles de exposición a la radiación fue puesto en duda en el documental Horizon de la BBC, transmitido el 13 de julio de 2006.[61] Ofrecía evidencia estadística para sugerir que existe un umbral de exposición de aproximadamente 200 milisieverts, bajo el cual no existe un aumento de enfermedades inducidas por la radiación. De hecho iba más allá, informando la investigación de Ron Chesser de la Texas Tech University, la que sugiere que bajas exposiciones a la radiación pueden tener un efecto protector. El programa entrevistó a científicos que creían que el aumento en el cáncer a la tiroides en el área inmediata de la explosión había sido sobreregistrada, y predecía que las estimaciones para muertes dispersas en el largo plazo serían incorrectas. Expuso la opinión del científico de la Organización Mundial para la Salud Mike Rapacholi que, mientras que la mayor parte de los cánceres se demoran décadas en manifestarse, la leucemia se manifiesta en menos de una década: no se ha encontrado ningún aumentos esperado por muertes debido a leucemia, y no se espera ninguno ahora. Identificando la necesidad de equilibrar la respuesta por temor de la población a la radiación, el programa citó a Peter Boyle, director de la IARC: Fumar tabaco causará varios miles de veces más muertes por cáncer en la población europea.[62]
- Wade Allison de la Universidad de Oxford (un profesor en física médica y física de partículas) dio una conferencia sobre radiación ionizante el 24 de noviembre de 2006 en la que él dio una cifra aproximada de 81 muertes por cáncer provocadas por Chernóbil (excluyendo los 28 casos de exposición aguda a la radiación y las muertes por cáncer a la tiroides, las que él considera evitables). En un argumento estrechamente razonado usando estadísticas generadas por el uso de radiación terapéutica, la exposición a radiación natural elevada (la presencia de en casas de gas radón) y las enfermedades de los sobrevivientes de Hiroshima y Nagasaki él demostró que el modelo lineal sin umbral no debería ser aplicado a la exposición de bajo nivel en humanos, ya que este ignora los bien conocidos mecanismos de reparación del cuerpo.[63][64]
- Un ensayo fotográfico realizado por el periodista Paul Fusco documenta la herencia de la fusión en los niños de la zona[65][66]
- Bandashevsky[67] midió los niveles de radioisótopos en los niños que murieron en el área de Minsk, la que había sufrido los efectos de la lluvia radiactiva de Chernóbil, y los hallazgos cardíacos eran los mismos que aquellos vistos en animales de prueba a los que se les había administrado Cesio-137. Bandashevsky fue arrestado en el año 2001 y puesto en prisión durante cinco años de una sentencia de ocho años por publicar estos hallazgos, según un informe de investigadores sobre los efectos de la radiación por el desastre nuclear de Fukushima Daiichi en el año 2011.[68]

### Acciones legales francesas
Desde marzo de 2001, se han abierto 400 demandas en Francia contra «X» (el equivalente francés de Sin nombre, una persona o empresa desconocida) por la Asociación Francesa de Personas Afectadas por la Tiroides, incluyendo 200 en abril de 2006. Estas personas estaban afectadas por cáncer a la tiroides o bocio, y han abierto demandas alegando que el gobierno francés, en ese tiempo liderado por el primer ministro Jacques Chirac, no había informado adecuadamente a la población de los riesgos vinculados a la lluvia radiactiva proveniente de Chernóbil. La queja contrasta las medidas de protección de la salud tomadas por los países cercanos (alerta contra el consumo de vegetales verdes o leche por parte de los niños y las mujeres embarazadas) con la relativamente alta contaminación sufrida por el este de Francia y Córcega. Aunque el estudio del año 2006 realizado por el Instituto de Radioprotección y Seguridad Nuclear dijo que no se había encontrado un claro vínculo entre Chernóbil y el incremento de los cánceres a la tiroides en Francia, también establecía que el cáncer papilar a la tiroides se había triplicado en los siguientes años.

## Comparaciones a otras liberaciones de radiactividad
no hay datos claros para comparar con otros accidentes nucleares ya que este fue el mayor de la historia moderna